# A114 (Russland)
Die A114 ist eine Föderale Fernstraße im Nordwesten Russlands. Sie führt von Wologda in westlicher Richtung nach Nowaja Ladoga bei Sankt Petersburg.
Bei der A114 handelt es sich um die schnellste Verbindung zwischen dem oberen Wolgagebiet (Wologda, Kostroma, Jaroslawl, darüber hinaus nach Archangelsk und in Richtung Ural) sowie Sankt Petersburg (und weiter nach Finnland und Estland). Die Straße ist damit auch eine Querverbindung zwischen den Straßen M8 „Cholmogory“ und R21 „Kola“.
Die Straße entstand von Westen her ab dem 18. Jahrhundert, als eine schnellere Verbindung zwischen der neuen Hauptstadt Sankt Petersburg und den russisch-orthodoxen – teils auch von der Zarenfamilie besuchten – Klöstern bei Nowaja Ladoga (Issad), Tichwin und Dymi benötigt wurde. Die Straßenverbindung führte im Osten zunächst über Ustjuschna und Mologa in Richtung Jaroslawl (heute streckenweise Regionalstraße R84). Als ab den 1940er Jahren jedoch die Stadt Mologa und weite Landstriche vom Rybinsker Stausee überflutet wurden, führte man die Trasse ab Ustjuschna weiträumig nördlich um den See über Tscherepowez nach Wologda.